# Cannibal (Bury Tomorrow)
Cannibal è il sesto album in studio del gruppo musicale britannico Bury Tomorrow, pubblicato nel 2020.

## Tracce
1. Choke – 3:47
2. Cannibal – 4:15
3. The Grey (VIXI) – 3:58
4. Imposter – 3:27
5. Better Below – 3:12
6. The Agonist – 4:02
7. Quake – 4:25
8. Gods & Machines – 4:05
9. Voice & Truth – 3:06
10. Cold Sleep – 3:39
11. Dark, Infinite – 4:01

## Formazione
- Daniel Winter-Bates – voce
- Jason Cameron – chitarra, voce
- Kristan Dawson – chitarra, cori
- Davyd Winter-Bates – basso
- Adam Jackson – batteria, percussioni